# Seal (1991)
Seal (1991) is het debuutalbum van de Engelse singer-songwriter Seal. Het album, dat geproduceerd werd door Trevor Horn (oprichter van The Art of Noise, ook bekend als producer van onder anderen Tina Turner en Rod Stewart), bevat een verzameling lichte popmuziek en pop/dance-muziek, waaronder de hits "Crazy", "Killer" en "Future Love Paradise".
Het album werd een groot succes en betekende het begin van een succesvolle carrière van Seal. In 1994 bracht hij het vervolgalbum uit, wederom luisterend naar de naam Seal.

## Nummers
1. The beginning
2. Deep water
3. Crazy
4. Killer
5. Whirlpool
6. Future love paradise
7. Wild
8. Show me
9. Violet